# 史氏彎線䲁
史氏彎線䲁（學名：Helcogramma steinitzi），為輻鰭魚綱䲁形目三鰭䲁科彎線䲁屬的一個種，該物種於1980年由著名科學家尤金妮·克拉克（Eugenie Clark）首次描述，種名是為了向耶路撒冷希伯來大學傑出的海洋生物學家和爬蟲學家海因茨·斯坦尼茨（Heinz Steinitz）致敬，分布於西印度洋紅海、阿拉伯半島、波斯灣北部海域，深度0至12公尺，本魚體型小呈圓柱狀，吻部短，側面鈍，眼眶上有觸鬚，顯著特徵之一是其大嘴，上顎骨延伸至與瞳孔後緣對齊，上下頜齒細而密, 頸背，腹部，與第一背鰭與臀鰭基部無鱗，尾鰭基部有1或2排鱗片，第一背鰭，三角形，起源於前鰓蓋骨的後緣，雄魚第一背鰭棘約與第二背鰭最長背鰭棘等長，雌魚較短，背鰭硬棘15-17枚、背鰭軟條10-12枚、臀鰭硬棘1枚、臀鰭軟條19-21枚，體長可達6公分，棲息在珊瑚礁及潟湖，雌魚產附著性卵在藻類築的巢，雄魚會守護卵，幼魚為浮游性，生活習性不明。